# Дженей Делоуч
Дженей Делоуч  (англ. Janay DeLoach, 12 жовтня 1985) — американська легкоатлетка, олімпійська медалістка.

## Виступи на Олімпіадах
| Олімпіада   | Дисципліна        | Місце |
| ----------- | ----------------- | ----- |
| Лондон 2012 | стрибки у довжину | 3     |
| Ріо 2016    | стрибки у довжину | 13    |

## Зовнішні посилання
- Досьє на sport.references.com [Архівовано 13 листопада 2012 у Wayback Machine.]